# Mauro Fernández (calciatore 1997)
Mauro Daniel Fernández Sayes, noto semplicemente come Mauro Fernández (Nueva Palmira, 11 agosto 1997), è un calciatore uruguaiano, difensore svincolato.

## Caratteristiche tecniche
È un difensore centrale.

## Carriera
Cresciuto nel settore giovanile della Juventud, ha esordito in prima squadra il 20 ottobre 2018 disputando l'incontro di Segunda División Profesional vinto 4-1 contro l'Oriental.